# Гебхард Леберехт фон Блюхер
Вижте пояснителната страница за други личности с името Блюхер.
Гебхард Леберехт фон Блюхер, принц на Валщат (на немски: Gebhard Leberecht von Blücher, Fürst von Wahlstatt), е пруски генерал-фелдмаршал, който води своята армия срещу силите на Наполеон I Бонапарт в Битката на нациите (в Лайпциг) през 1813 г. и в Битката при Ватерло през 1815 г. заедно с херцога на Уелингтън Артър Уелсли.
Негов бюст стои в немския храм Валхала близо до Регенсбург.
Заради заслугите на Блюхер при Ватерло пруският крал му подарява своя дворец (днес – Дворец „Блюхер“) близо до Бранденбургската врата на Парижкия площад в Берлин. След края на войната Блюхер се оттегля в своето силезийско имение Крибловиц (днес Кробеловице, Полша), където и умира на 12 септември 1819 г.
Блюхер става почетен гражданин на Берлин, Хамбург и Рощок. Известен с пламенната си личност, войниците му дават прозвището „Marschall Vorwärts“ (Маршал „Напред!“) заради неговия агресивен подход към военното дело. В немския език съществува изразът „Ran wie Blücher“, който означава, че се действа много директно и агресивно.